# Pseudomalaxis zanclaeus
Pseudomalaxis zanclaeus is een slakkensoort uit de familie van de Architectonicidae. De wetenschappelijke naam van de soort is voor het eerst geldig gepubliceerd in 1844 door Philippi.